# Hołd pruski (obraz Jana Matejki)
Hołd pruski – obraz olejny Jana Matejki namalowany w latach 1879–1882 w Krakowie. Przedstawia hołd pruski złożony przez Albrechta Hohenzollerna dnia 10 kwietnia 1525 na krakowskim Rynku Głównym. Dzieło jest depozytem Zamku Królewskiego na Wawelu w Muzeum Narodowym w Krakowie. Eksponowane jest w krakowskich Sukiennicach, w tzw. Sali Siemiradzkiego. 

## Historia
Hołd pruski to obraz mający uwidocznić wielkość Polski, świetność jej kultury i sprawiedliwość jej królów. Matejko zaczął go malować w Wigilię 1880. Po ukończeniu, 7 października 1882, w czasie posiedzenia Sejmu Krajowego we Lwowie, obraz został podarowany przez Matejkę krajowi dla zapoczątkowania zbiorów Zamku Królewskiego na Wawelu. Ponieważ wzgórze wawelskie było w tym czasie zajęte przez wojsko austro-węgierskie, zdecydowano, że obraz będzie tymczasowo eksponowany w Sukiennicach, w Muzeum Narodowym. 
Przez kilka lat po ukończeniu, obraz wystawiany był w Krakowie, Lwowie i Warszawie oraz poza ziemiami polskimi: w Berlinie, Rzymie, Paryżu, Wiedniu i Budapeszcie. W czerwcu 1894 roku obrazy Hołd pruski i Kościuszko pod Racławicami zostały wypożyczone na Powszechną Wystawę Krajową we Lwowie, a w latach 1898-1900 eksponowano go w Wiedniu, na wystawie prac artystów austriackich czasów panowania Franciszka Józefa I.

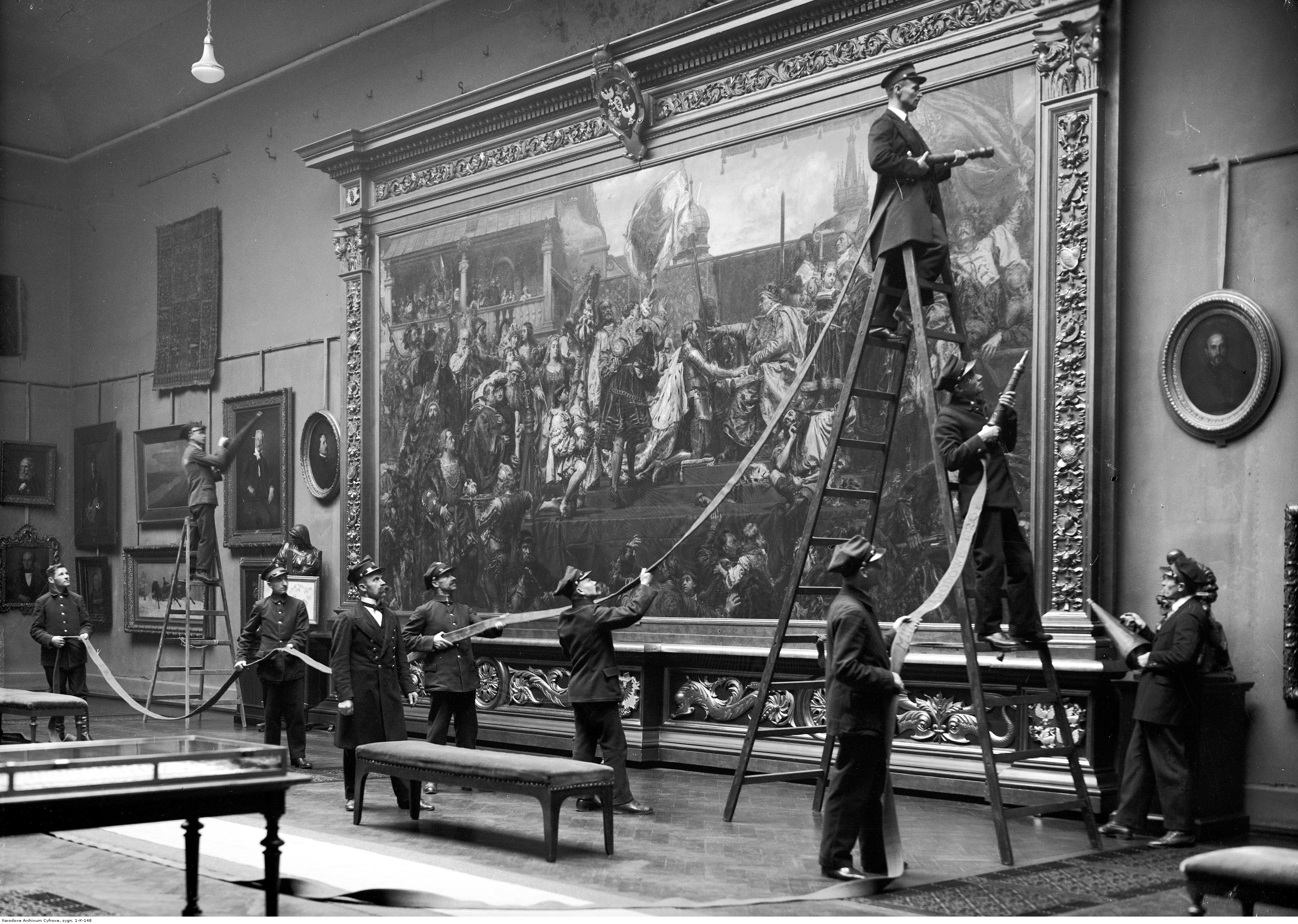
Kraków, 1930, służba muzealna podczas ćwiczeń w zakresie pożarnictwa, Muzeum Narodowe w Sukiennicach. Zdjęcie z archiwum koncernu Ilustrowany Kurier Codzienny w zasobach Narodowego Archiwum Cyfrowego.

Od 12 czerwca 2008 do momentu zakończenia prac remontowych w Sukiennicach obraz poddawany był renowacji i eksponowano go na Wawelu, obecnie natomiast znajduje się w Galerii Sztuki Polskiej XIX wieku w Sukiennicach. Hołd pruski przeszedł kilka zabiegów konserwatorskich: po raz pierwszy poddano go konserwacji w 1915, następnie w 1938. Po wybuchu II wojny światowej we wrześniu 1939 obraz został ukryty w podziemiach kościoła św. Katarzyny w Zamościu (dzięki staraniom tamtejszego rektora ks. dr. Wacława Staniszewskiego), gdzie później uległ uszkodzeniu. W 1945 przechodził kolejną konserwację, a w 1974 raz jeszcze znalazł się w rękach konserwatorów przed wyjazdem na wystawę do Moskwy. Ostatnia konserwacja została przeprowadzona w latach 2006–2008.

## Postacie historyczne na obrazie

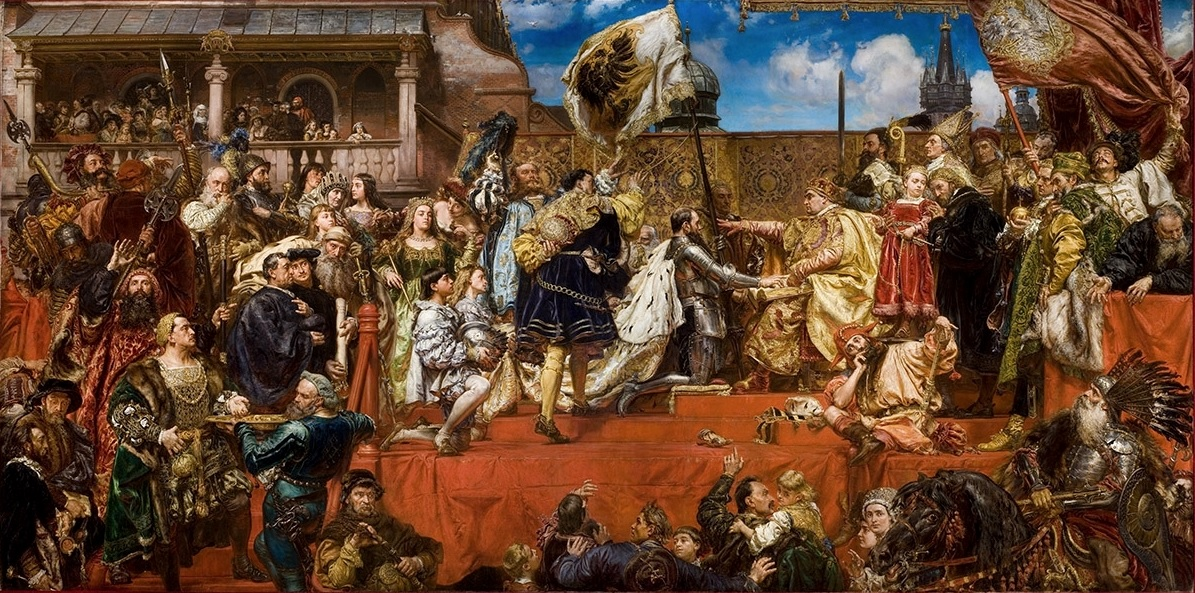

W centrum obrazu umieszczone są postacie króla Zygmunta I Starego i klęczącego przed nim Albrechta Hohenzollerna. Zygmunt August przedstawiony został jako 5-letni chłopczyk ubrany w czerwoną sukienkę podtrzymywany przez Piotra Opalińskiego, ochmistrza dworu. Jako Opalińskiego sportretował Matejko profesora historii Uniwersytetu Jagiellońskiego Józefa Szujskiego. Matejko sportretował 31 postaci ówczesnego życia politycznego. Oto niektóre z nich:
- W infule biskupiej biskup krakowski Piotr Tomicki.
- Trzymający miecz do góry mężczyzna to Hieronim Łaski, bratanek arcybiskupa Jana Łaskiego, dyplomata.
- Księżna Anna, władczyni Mazowsza (zmarła w 1522, umieszczona na obrazie świadomie przez Matejkę, aby podkreślić łączność tej ziemi z Polską).
- Janusz – ostatni książę mazowiecki linii Piastów. Zmarł niespodziewanie w 1526.
- Jadwiga Jagiellonka, córka Zygmunta I Starego i jego pierwszej żony Barbary Zápolya. Planowano jej małżeństwo z księciem Januszem. Śmierć księcia zniweczyła te plany.
- Jako królowa Bona Sforza została sportretowana żona Matejki Teodora.
- Podniesioną w górę prawą rękę prezentuje Piotr Kmita Sobieński marszałek wielki koronny i wojewoda krakowski.
- Z królewskim jabłkiem w ręce stoi Krzysztof Szydłowiecki kanclerz wielki koronny, doradca króla w sprawach polityki zagranicznej.
- Andrzej Tęczyński (trzyma chorągiew) – chorąży krakowski, późniejszy kasztelan krakowski.
- Przecław Lanckoroński (na koniu) starosta chmielnicki.
- Podkręcający wąsa starszy mężczyzna to książę Konstanty Iwanowicz Ostrogski hetman wielki litewski, wojewoda trocki, kasztelan wileński.

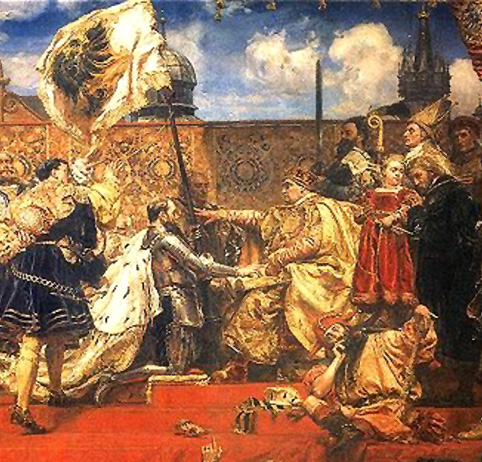
Centralny fragment obrazu

- Centralny fragment obrazuJan Amor Tarnowski (w hełmie) wojewoda krakowski, późniejszy hetman wielki koronny. Do tego portretu pozował profesor Uniwersytetu Jagiellońskiego, historyk literatury Stanisław Tarnowski, biograf Matejki.
- Biorący monety z tacy mężczyzna to Andrzej Kościelecki marszałek nadworny, podskarbi, zarządzał żupami wielickimi, umiejętnie kierował finansami państwowymi.
- Mikołaj Firlej, kasztelan krakowski (między Krzysztofem Szydłowieckim i Andrzejem Tęczyńskim).
- arcybiskup Jan Łaski (za Piotrem Tomickim).
- Olbracht Gasztołd, kanclerz Wielkiego Księstwa Litewskiego, wojewoda wileński (za Janem Łaskim). Król powierzył mu dozór nad sporządzeniem statutu litewskiego. Jego obecność na obrazie ma symbolizować mądrość króla – prawodawcy.
- Poniżej króla leży Stańczyk. Zmartwiona twarz wątpi, czy to aby na pewno zwycięstwo (Prusy były jednym z zaborców).
- Następca tronu – Zygmunt August bawi się łańcuchem, który król ma założyć Wielkiemu Mistrzowi. Może to oznaczać bawienie się losem Prus, co w przyszłości będzie tragiczne w skutkach.

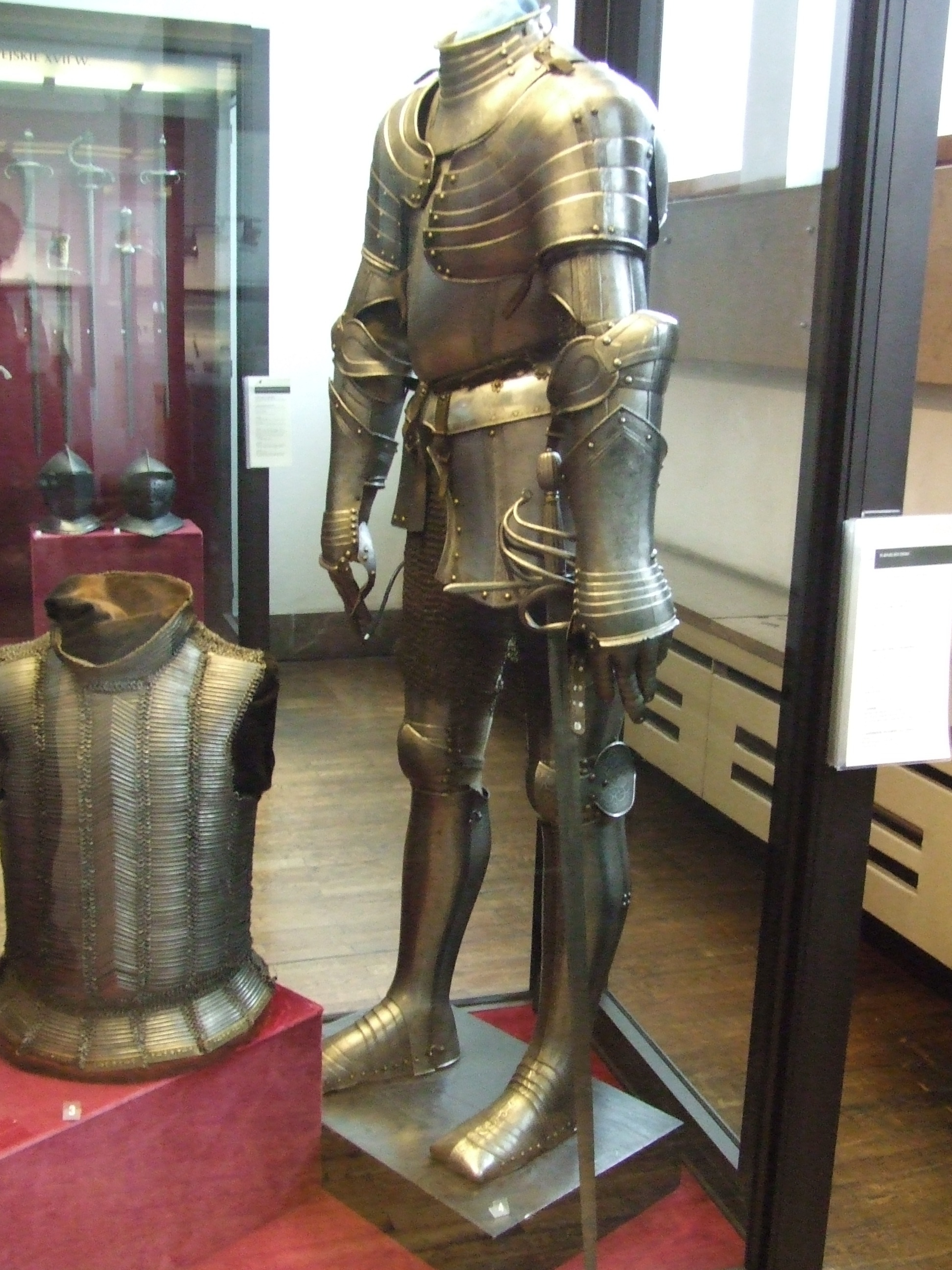
Zbroja, w której Matejko przedstawił na obrazie Albrechta

W lewym dolnym rogu obrazu z dokumentem opatrzonym królewską pieczęcią stoi Bartolommeo Berrecci – architekt i twórca renesansowego zamku królewskiego na Wawelu. Jego twarz to jeden z dwóch na obrazie autoportretów Jana Matejki. Drugi to twarz królewskiego błazna Stańczyka.
Kształty budowli na Rynku Głównym utrwalone na obrazie są niezgodne ze stanem faktycznym. Matejko namalował fragment Sukiennic już w stylu renesansowym, chociaż taką formę przybrały one dopiero w roku 1555 po pożarze, który strawił budowlę w jej dawnym, gotyckim stylu.
W zbiorach militariów Muzeum Narodowego w Krakowie znajduje się rycerska zbroja turniejowa z roku ok. 1560. W tej zbroi Jan Matejko przedstawił na swoim obrazie Albrechta Hohenzollerna.